# Константин (сын Василия I)
Константин (864/866 — 3 сентября 879) — сын и соправитель византийского императора Василия I.

## Биография
Константин был сыном основателя Македонской династии от его первой жены Марии. При рождении он получил имя Симватий, но в 869 году отец сделал его соправителем под именем «Константин». Планировалось, что он унаследует трон, но в 879 году Константин скончался. 
По предположению Г. А. Острогорского, Константин был в 869 году обручен с Ирменгардой, дочерью западного императора Людовика II и Ангельберги. Брачный договор был нарушен в 871 году, когда отношения между Василием и Людовиком были разорваны.